# Fundamentalsatz der Variationsrechnung
Der Fundamentalsatz der Variationsrechnung (englisch Fundamental Theorem of the Calculus of Variations) ist ein grundlegender Satz des mathematischen Teilgebiets der Variationsrechnung und eng verwandt mit dem weierstraßschen Satz vom Minimum. Er behandelt die in der Variationsrechnung zentrale Frage, unter welchen Bedingungen reellwertige Funktionale ein Minimum annehmen.

## Formulierung des Fundamentalsatzes
Der Fundamentalsatz der Variationsrechnung lässt sich formulieren wie folgt:
Sei {\displaystyle X} ein reflexiver Banachraum über {\displaystyle \mathbb {R} }  und sei darin {\displaystyle M\subset X} eine nichtleere, schwach abgeschlossene und  zugleich beschränkte Teilmenge.
Sei weiter {\displaystyle \phi \colon M\to \mathbb {R} }  ein schwach unterhalbstetiges Funktional.

Dann nimmt das Funktional {\displaystyle \phi } auf {\displaystyle M} ein Minimum an.
Mit anderen Worten:
Es existiert ein Element {\displaystyle x_{0}\in M}  mit
{\displaystyle \phi (x_{0})=\inf _{x\in M}{\phi (x)}=\min _{x\in M}{\phi (x)}}.

### Beweis
Der Darstellung von Fučík, Nečas und Souček folgend lässt sich der Beweis wie folgt führen:
Nach dem Satz von Eberlein–Šmulian impliziert die Reflexivität des Banachraums {\displaystyle X}, dass darin jede beschränkte Folge eine schwach-konvergente Teilfolge besitzt.
Also gibt es unter den genannten Bedingungen in {\displaystyle M} eine Folge von Elementen {\displaystyle x_{n}\in M\;(n\in \mathbb {N} )}, die einerseits in {\displaystyle \mathbb {R} }  den Grenzwert
{\displaystyle \lim _{n\rightarrow \infty }\phi (x_{n})=\inf _{x\in M}{\phi (x)}}
bildet und die andererseits in  {\displaystyle M} schwach gegen ein Element {\displaystyle x_{0}\in M} konvergiert.
Dieses Element {\displaystyle x_{0}} ist die gesuchte Minimumstelle für {\displaystyle \phi }.
Denn in Verbindung mit der Halbstetigkeit von {\displaystyle \phi } ergibt sich die folgende Ungleichungskette:
{\displaystyle \inf _{x\in M}{\phi (x)}\leq \phi (x_{0})\leq \liminf _{n\to \infty }{\phi (x_{n})}=\lim _{n\rightarrow \infty }\phi (x_{n})=\inf _{x\in M}{\phi (x)}}
Das bedeutet jedoch
{\displaystyle \phi (x_{0})=\inf _{x\in M}{\phi (x)}=\min _{x\in M}{\phi (x)}}
und der Satz ist bewiesen.

## Folgerungen aus dem Fundamentalsatz
An den Fundamentalsatz lassen sich zwei direkte Folgerungen anschließen:
 (I) 
 (a) Die Bedingungen des Fundamentalsatzes sind erfüllt, wenn dort {\displaystyle M} eine nichtleere, abgeschlossene, beschränkte und konvexe Teilmenge des reflexiven {\displaystyle \mathbb {R} }-Banachraums {\displaystyle X} und das Funktional {\displaystyle \phi } stetig und konvex ist.
Das heißt: In diesem Falle hat {\displaystyle \phi } eine Minimumstelle {\displaystyle x_{0}\in M}.
 (b) Ist dann  {\displaystyle \phi } darüber hinaus noch strikt konvex, so ist die Minimumstelle {\displaystyle x_{0}\in M} sogar eindeutig bestimmt.
 (II) 
 (a) Ist {\displaystyle \phi \colon X\to \mathbb {R} }  ein schwach unterhalbstetiges und zugleich koerzitives  Funktional des reflexiven {\displaystyle \mathbb {R} }-Banachraums {\displaystyle X}, so gilt die Behauptung des Fundamentalsatzes ebenfalls.
Das bedeutet:
Es ist dann
{\displaystyle \inf _{x\in M}{\phi (x)}>{-\infty }}
sowie
{\displaystyle \phi (x_{0})=\inf _{x\in M}{\phi (x)}=\min _{x\in M}{\phi (x)}}
für mindestens ein  {\displaystyle x_{0}\in X} 
 (b) Im Falle, dass {\displaystyle \phi \colon X\to \mathbb {R} } koerzitiv, stetig und konvex bzw. strikt konvex ist, ist die Folgerung (I) in entsprechender Weise gültig.

### Anmerkung zum Beweis der Folgerungen
1. Wegen der schwachen Abgeschlossenheit von {\displaystyle M} ist das Funktional {\displaystyle \phi } genau dann schwach unterhalbstetig, wenn für jede reelle Zahl {\displaystyle a} die Urbildmenge {\displaystyle {\phi }^{-1}(]\infty ,a])} des zugehörigen Intervalls {\displaystyle (-\infty ,a]} schwach abgeschlossen ist.[1]
2. Ein stetiges und konvexes Funktional auf einer konvexen Teilmenge eines Banachraums ist stets schwach unterhalbstetig.[1]

## Andere Version des Fundamentalsatzes
Eine etwas andere, jedoch verwandte Version des Fundamentalsatzes ist die folgende:
Sei {\displaystyle M} ein nichtleerer Hausdorff-Raum und sei weiter
{\displaystyle \phi \colon M\to \mathbb {R} \cup \{+\infty \}}  ein unterhalbstetiges Funktional.
Weiterhin gebe es eine reelle Zahl {\displaystyle r} mit:
(i) {\displaystyle M_{\phi \;,\;r}\colon =\{x\in M\mid \phi (x)\leq r\}\neq \emptyset }
 (ii) {\displaystyle M_{\phi \;,\;r}} ist folgenkompakt.

Dann gilt:
Es existiert ein Element {\displaystyle x_{0}\in M}  mit
{\displaystyle \phi (x_{0})=\inf _{x\in M}{\phi (x)}=\min _{x\in M}{\phi (x)}}.